# Pine Island (Texas)
Pine Island es un pueblo ubicado en el condado de Waller en el estado estadounidense de Texas. En el Censo de 2010 tenía una población de 988 habitantes y una densidad poblacional de 40,76 personas por km².

## Geografía
Pine Island se encuentra ubicado en las coordenadas 30°3′14″N 96°1′42″O / 30.05389, -96.02833. Según la Oficina del Censo de los Estados Unidos, Pine Island tiene una superficie total de 24.24 km², de la cual 24.2 km² corresponden a tierra firme y (0.15%) 0.04 km² es agua.

## Demografía
Según el censo de 2010, había 988 personas residiendo en Pine Island. La densidad de población era de 40,76 hab./km². De los 988 habitantes, Pine Island estaba compuesto por el 60.83% blancos, el 11.94% eran afroamericanos, el 1.82% eran amerindios, el 0.1% eran asiáticos, el 0% eran isleños del Pacífico, el 23.68% eran de otras razas y el 1.62% pertenecían a dos o más razas. Del total de la población el 36.74% eran hispanos o latinos de cualquier raza.